# Choerophryne gudrunae
Espèce
Synonymes
- Albericus gudrunae Menzies, 1999

Statut de conservation UICN

 DD  : Données insuffisantes
Choerophryne gudrunae est une espèce d'amphibiens de la famille des Microhylidae.

## Répartition
Cette espèce est endémique de la province de Madang en Papouasie-Nouvelle-Guinée. Elle n'est connue que de sa localité type, Kowat vers 900 m d'altitude dans les monts Adelbert.

## Étymologie
Cette espèce est nommée en référence à Gudrun.

## Publication originale
- Menzies, 1999 : A study of Albericus (Anura: Microhylidae) of New Guinea. Australian Journal of Zoology, vol. 47, no 4, p. 327-360.